# Isaac Bashevis Singer
Isaac Bashevis Singer (født 21. november 1902, død 24. juli 1991) var en jødisk forfatter, som skrev på jiddisch. Han boede det meste af sit liv i USA.
Isaac Bashevis Singer var søn af en rabbiner og bror til forfatteren Israel Joshua Singer. Han voksede op i et fattig jødisk kvarter i Warszawa, sidenhen i Rusland. I 1935 immigrerede han til USA, hvor han begyndte at arbejde som journalist. 
Hans noveller og romaner kredser ofte om problemet, som opstår i mødet mellem den gamle jødiske verden og livsopfattelse og den nye tid med materialisme og manglende tro. Novellen "De små skomagere" er et ypperligt eksempel. Mødet mellem gammelt og nyt finder man også i roman-trilogien Familien Moskat, som var medvirkende til, at Singer fik Nobelprisen i litteratur i 1978.